# Aérodrome de Qala i Naw
L'aérodrome de Qala i Naw  (code IATA: LQN, OACI: OAQN) est situé dans la province Bâdghîs, en Afghanistan.

## Situation
L'aéroport est situé dans la partie nord-ouest de l'Afghanistan, à 1,5 kilomètre de la ville de Qala i Naw (en), à 40 kilomètres au sud-est de la frontière avec le Turkménistan, à 105 kilomètres au nord-est de Hérat et 386 kilomètres au nord-ouest de Kandahar.
La piste est en gravier avec des fossés de drainage de chaque côté de la bande de roulement et aux extrémités. L'aérodrome ne dispose d'aucune infrastructure aéroportuaire autre que cette piste sommaire. On signale la présence possible de trafic militaire sans communication VHF. 

## Compagnies et destinations
- Néant